# Leucopis atrifacies
Leucopis atrifacies is een vliegensoort uit de familie van de Chamaemyiidae. De wetenschappelijke naam van de soort is voor het eerst geldig gepubliceerd in 1925 door Aldrich.